# Burnupia stuhlmanni
Burnupia stuhlmanni é uma espécie de gastrópode  da família Ancylidae.
Pode ser encontrada nos seguintes países: Quénia, Tanzânia e Uganda.
Os seus habitats naturais são: rios e lagos de água doce.